# علاء الدين مهدي
علاء الدين نعمان مهدي مواليد 1 يناير 1996 لاعب كرة قدم يمني يجيد اللعب كمدافع في نادي مجيس العماني و منتخب اليمن.
لعب سابقاً في نادي أهلي تعز ونادي شعب إب ونادي الرستاق .

## روابط خارجية
- علاء الدين مهدي على موقع ناشيونال فوتبول تيمز (الإنجليزية)
- علاء الدين مهدي على موقع كووورة